# Terete

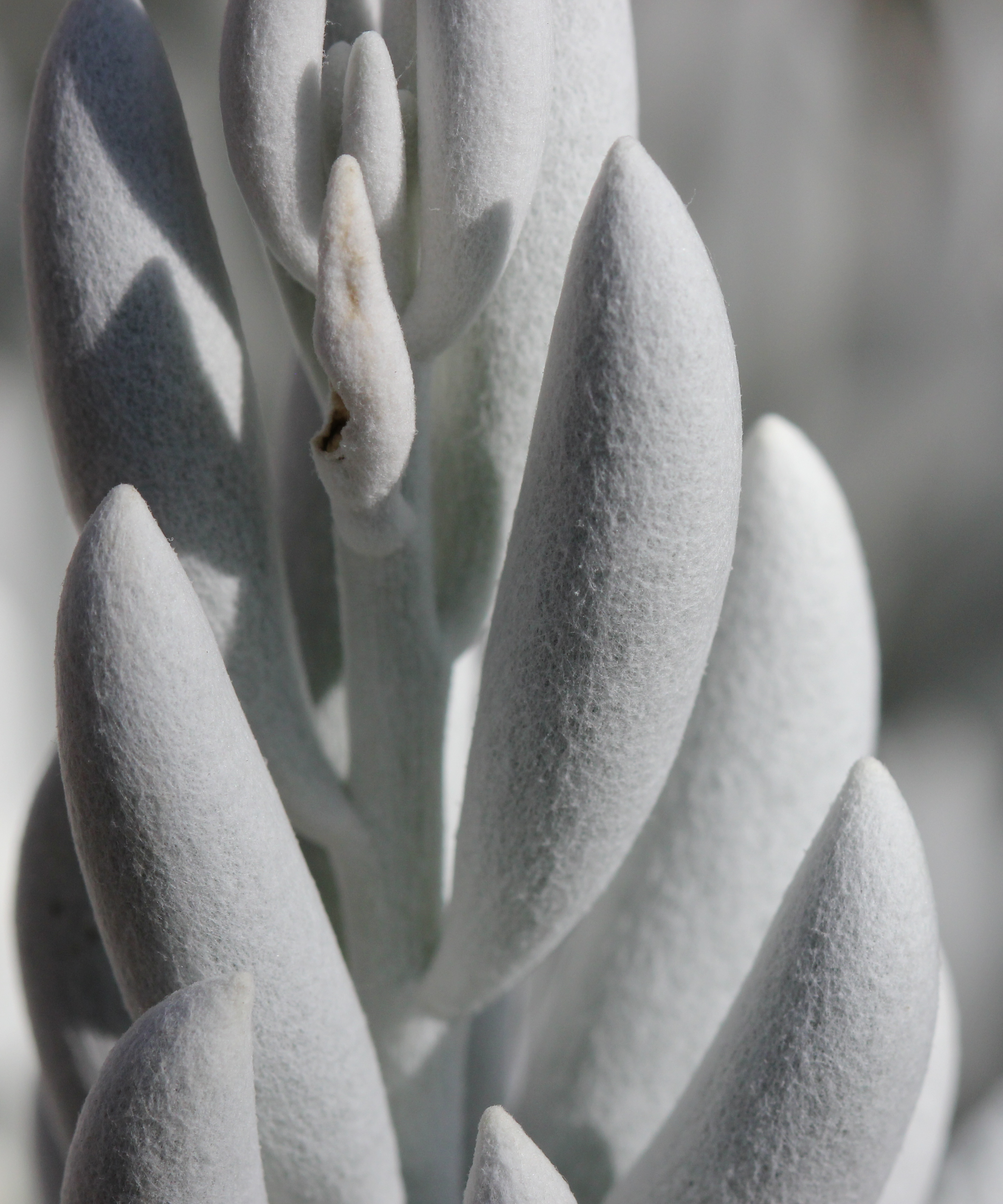
Folhas teretes de Senecio haworthii caracterizadas pela sua estrutura cilíndrica de secção quase circular.

Terete (do latim: teres; arredondado ou cilíndrico) é um termo usado em botânica para descrever estruturas cuja secção transversal seja aproximadamente circular, em geral semelhantes a um círculo distorcido, formadas por com uma única superfície que a envolve.

## Descrição
As estruturas classificadas como tendo morfologia do tipo terete geralmente distinguem-se por contrastarem com as secções transversais achatadas, com uma superfície superior distinta e diferente da superfície inferior. A secção transversal de um ramo de árvore é um pouco redonda, portanto o galho é terete. A seção transversal de uma folha normal tem uma superfície superior e uma superfície inferior, portanto a folha não é terete.
No entanto, as folhas carnudas das plantas suculentas por vezes são teretes. Os líquenes fruticosos são geralmente teretes, com uma secção transversal aproximadamente circular e uma única superfície envolvente que forma o córtex]. Por comparação, os líquenes foliosos e os líquenes crustosos apresentam secção transversal achatada e superfície superior distinta da superfície inferior.
Plantas e líquenes também podem ser descritos como subteretes, o que significa que não são completamente teretes mas ainda assim apresentam uma secção transversal sem faces distintas.